# Silvie mică

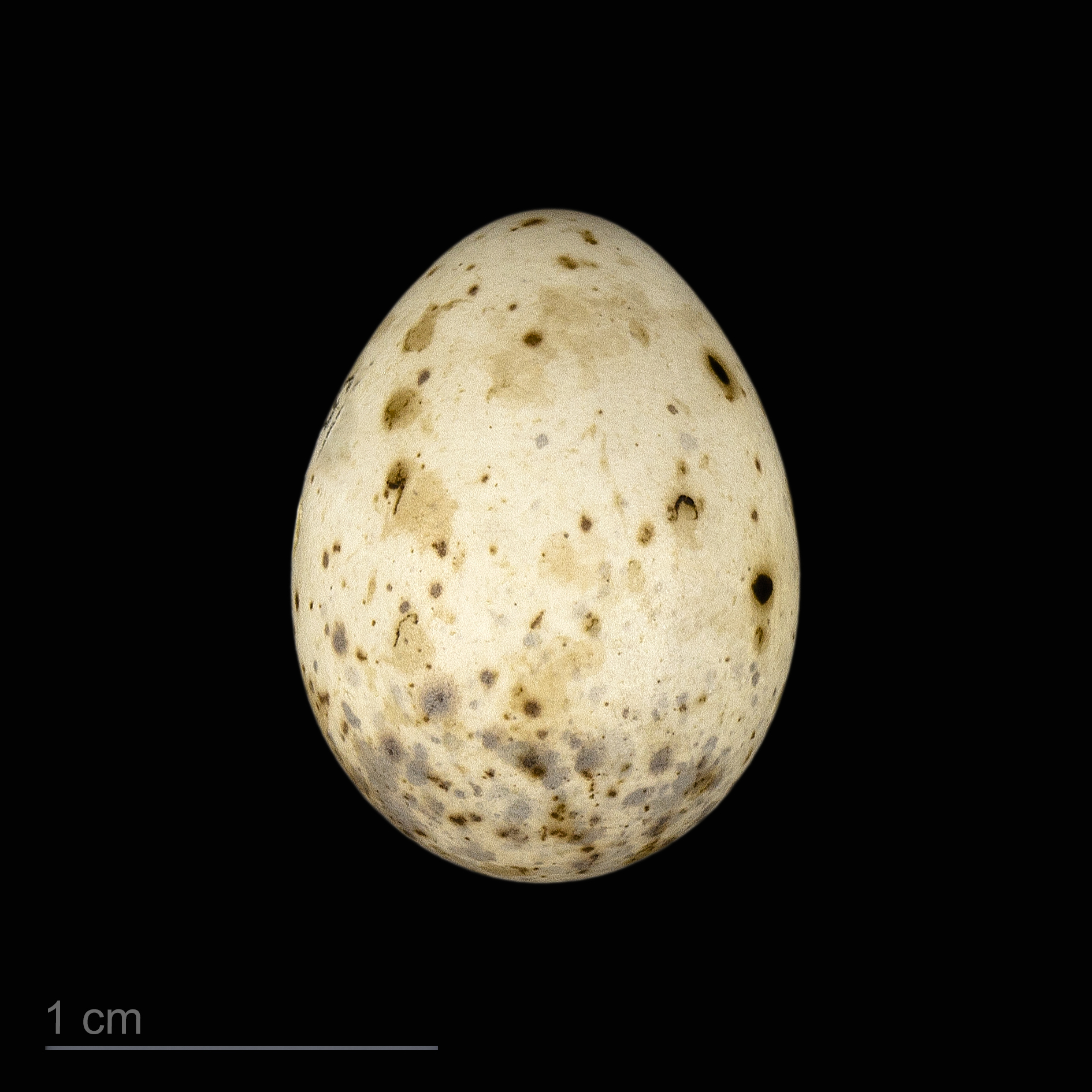
Curruca curruca - MHNT

Silvia mică (Sylvia curruca), numită și silvie de grădină pitică, este o pasăre migratoare din familia silviidelor, ordinul paseriformelor, răspândită în Europa, lipsind numai din nordul extrem și din sud-vestul continentului, și în Asia, exceptând nordul, sudul și în mare parte centrul continentului. Este o specie migratoare care iernează în sudul Asiei și centrul Africii, pe un areal sub formă de bandă, care se întinde din India și Pakistan până în Mali. Sunt descrise 6 subspecii: Sylvia curruca curruca, Sylvia curruca blythi, Sylvia curruca halimodendri, Sylvia curruca minula, Sylvia curruca margelanica și Sylvia curruca althaea. În România și Republica Moldova cuibărește subspecia Sylvia curruca curruca, care este un oaspete de vară, ce iernează în centrul și nord-estul Africii, dar și în Orientul Mijlociu. În România este destul de frecventă, întâlnindu-se în toată țară, în Carpați până la 2000 m. Populația cuibăritoare din România este cuprinsă între 400.000 și 1.200.000 de perechi, efective mai mari găsindu-se numai în Rusia, unde populația depășește 2.000.000 de perechi. În Republica Moldova este răspândită pe întreg teritoriul ei. Preferă habitatele intermediare între păduri întinse și câmpuri deschise, fiind întâlnită adesea în liziere, poieni și rariști de pădure și pajiști presărate cu tufărișuri; pe pante, văi și în lunci cu subarboret bogat, în livezi, parcuri, crânguri tinere. Este mai puțin sperioasă decât alte specii de silvii. Este o pasăre mică, având o lungime de 13-15 cm, cât vrabia, și o greutate de 11-13 grame. Longevitatea maximă înregistrată în natură este de 9 ani. Partea superioară a capului este sur-cenușiu; spatele cenușiu-bruniu, partea inferioară albă. Se recunoaște ușor după cele două dungi întunecate sur-închise de pe părțile laterale ale capului, care încep de la baza ciocului, continuă peste ochi și parțial pe obraji. Rectricele externe pe steagul extern sunt albe, pe steagul intern au o pată cuneiformă mare și albă, începând de la vârf în lungul rahisului negru. Picioarele sunt cenușiu-închis, irisul gri. Sexele se pot determina numai după zona de clocit (placa incubatoare) de pe abdomen. Se hrănește de obicei dimineața pe crengile superioare ale copacilor, iar în timpul zilei în mijlocul sau în josul copacilor și uneori la nivelul solului. Este o specie omnivoră, dar se hrănește preponderent cu insecte și păianjeni, mai ales primăvara și vara, însă la sfârșitul verii și toamna consumă și semințe, fructe și pomușoare de diverse plante. Sosește din cartierele de iernat în perioada aprilie-mai. După marcarea teritoriului, masculul atrage femela prin cântec; la apariția acesteia el își demonstrează comportamentul nupțial caracteristic. Cuibul este amplasat pe crenguțele tufarilor, copacilor mici sau în ierburi înalte, perene,  la o înălțime de 0,2-1,2 m de la sol. Sunt preferate în special plantele care au spini, mulți lăstari ori frunze fine, care facilitează prinderea cuibului. Cuibul are formă de cupă relativ adâncă și este construit din fire subțiri de vegetație uscată, ramuri mici, rădăcini, mușchi și pânză de păianjen. În interior este căptușit cu iarbă fină, păr, lână și alte materiale vegetale disponibile. Din mai până în iunie femela depune o pontă formată din 4-6 ouă albe-gălbui, ornate cu pete cărămizii sau cenușii, pe care le clocesc ambii parteneri, timp de 11-14 zile. Anual silvia mică poate depune două ponte. Puii sunt hrăniți de către ambii părinți, predominat cu insecte, și devin zburători la 10-14 zile, moment în care părăsesc cuibul. Ei nu se îndepărtează de acesta, fiind încă dependenți pentru câteva zile de hrana adusă de către părinți. Primii pui pot fi observați deja în ultima decadă a lunii mai. Cântecul este variat, constând din două părți; un ciripit scurt și înăbușit, urmat de o serie sonoră și rapidă de triluri clare identice, "tilililililili..." sau "rutututututu...", care este emis din ascunzișul frunzelor sau în timp ce se deplasează de pe o cracă pe alta. Strigăt de contact este scurt, ca un plescăit de limbă, "tek". Este o pasăre folositoare, hrănindu-se cu vătămătorii periculoși ai pădurilor și terenurilor agricole.